# Gesellschaft für Orthopädisch-Traumatologische Sportmedizin
Die Gesellschaft für Orthopädisch-Traumatologische Sportmedizin (GOTS) ist die 1986 gegründete Organisation der Sportorthopäden und Sporttraumatologen aus Deutschland,  Österreich und der Schweiz mit gegenwärtig 1000 Mitgliedern (Stand: Februar 2011). Sie ist damit gegenwärtig die weltweit zweitgrößte Vereinigung im Bereich der Sportorthopädie/Sporttraumatologie. Präsident der Gesellschaft ist Victor Valderrabano (Basel).
Schwerpunkte der Tätigkeit der Organisation sind die Vermittlung gesicherter Wissensbestände auf sportorthopädisch-traumatologischem Gebiet und die Vermittlung von wettkampfmedizinischen Kenntnissen.
Das Fachorgan ist die seit 1984 erscheinende Zeitschrift Sport-Orthopädie – Sport-Traumatologie mit jährlich 4 Ausgaben.
Jährlich führt die GOTS Jahreskongresse durch. Der 26. Jahreskongress fand am 17. /18. Juni 2011 in München statt.
Alle zwei Jahre vergibt die GOTS den Michael-Jäger-Preis für Innovationen auf dem Gebiet der Operationen am Kapsel-Band-Apparat. Daneben wird jährlich der Titel „Sportarzt des Jahres“ verliehen.